# Koca Mustafa Reşid Pascià
Mustafa Reşid Pascià (in turco Mustafa Reşid Paşa, in turco ottomano مصطفی رشید پاشا, letteralmente 'Mustafa Reşid Pascià il Grande'; Costantinopoli, 13 marzo 1800 – Costantinopoli, 7 gennaio 1858) è stato un politico ottomano famoso per essere stato l'autore delle riforme del governo ottomano conosciute come Tanzimat..
Nato a Costantinopoli nel 1800, Mustafa Reşid entrò nella pubblica amministrazione in giovane età ed ebbe una rapida carriera, diventando ambasciatore in Francia (1834) e nel Regno Unito (1836), ministro degli affari esteri (1837), e ancora una volta ambasciatore nel Regno Unito (1838) e in Francia (1841). Nella soluzione della crisi orientale del 1840, durante la guerra di Crimea e i successivi negoziati di pace, ha reso importanti servizi diplomatici allo stato ottomano. Tornò una terza volta come ambasciatore in Francia nel 1843. Tra il 1845 e il 1857 ricoprì sei volte la carica di Gran Visir.
Uno dei più grandi e versatili statisti del suo tempo, conoscitore a fondo della politica europea e esperto in affari nazionali e internazionali, fu un convinto sostenitore delle riforme e fu l'autore principale del rimodellamento legislativo dell'amministrazione ottomana noto come Tanzimat. I suoi sforzi per promuovere le riforme all'interno del governo hanno portato al progresso delle carriere di molti altri riformatori, come Fuad Pascià e Mehmed Emin Âli Pascià.

## Biografia

### Primi anni
Mustafa Reşid è nato il 13 marzo 1800. Suo padre, Mustafa Efendi, lavorava come dipendente pubblico, ma morì quando Mustafa Reşid aveva solo dieci anni. Mustafa aveva frequentato una madrasa nella speranza di diventare un leader religioso. Tuttavia, quando suo padre morì, Reşid fu costretto a terminare i suoi studi nella madrassa per vivere con suo zio, Ispartalı Ali Pascià, che all'epoca era un ciambellano di corte sotto il sultano Mahmud II. Reşid avrebbe quindi avuto un'istituzione da scrivano. Quando Ali Pascià fu promosso governatore del Eyalet di Morea nel 1816, Reşid viaggiò con lui.

### Guerra di indipendenza greca
Durante la guerra d'indipendenza greca tra il 1820 e il 1822, avvenuta durante il secondo mandato di suo zio come governatore della Morea e aveva il sostegno dei principali paesi europei, Reşid funse da porta sigilli per il Gran Visir e comandante in capo, Seyyid Ali Pascià. Durante la guerra, Reşid notò per la prima volta diversi punti chiave che avrebbero influenzato maggiormente la sua vita politica successiva. In primo luogo, ha notato che le istituzioni ottomane richiedevano importanti riforme, in particolare necessitavano di un esercito modernizzato come quello di Muhammad Ali Pascià, che aveva guidato l'esercito egiziano a sostegno degli ottomani contro i ribelli greci. In secondo luogo, si rese conto che l'assistenza e il sostegno dell'Europa straniera erano essenziali per la continuazione dell'impero.

### Impiegato nel Ministero degli Esteri
Dopo essere stato rimosso dalla sua posizione, insieme a tutti i seguaci di Seyyid Ali Pascià in seguito alla sua disfatta e al licenziamento da comandante in capo, Mustafa Reşid ottenne un lavoro alla Sublime porta lavorando come impiegato sotto il ministro degli Esteri. Ha trovato rapidamente il rispetto e l'elogio dei suoi superiori e ha scalato i ranghi. Durante la Guerra russo-turca (1828-1829), Reşid lavorò inviando rapporti a Istanbul sulla guerra. Il suo buon lavoro durante la guerra attirò l'attenzione del sultano Mahmud II, che promosse Reşid nell'Amedi Odasi, dove lavorò come segretariato per la corrispondenza in arrivo alla Porta. Alla fine della guerra, Mustafa Reşid fu nominato segretario della delegazione ottomana ai colloqui di pace ad Adrianopoli (Edirne) nel 1829.
Durante questo periodo divenne un seguace di Pertew Pascià, il suo superiore nell'ufficio della corrispondenza in arrivo. Pertew Pascià mantenne una forte politica e rapporti filo-britannici con l'ambasciatore britannico Lord Ponsonby. Reşid, avrebbe anche accompagnato Pertew durante i negoziati in Egitto con il ribelle Muhammad Ali Pascià. Muhammad Ali ha notato l'abilità di Reşid come diplomatico e scrivano e ha offerto al giovane burocrate una posizione superiore nell'amministrazione egiziana, ma Reşid ha negato l'offerta. Nel 1832, Reşid era stato nominato alla posizione di amedçi, o Ricevitore, che era il capo del segretariato della corrispondenza in arrivo. La sua familiarità con gli affari egiziani gli conferì il ruolo di parlare con il figlio di Muhammad Ali, Ibrahim Pascià, dopo aver messo in rotta le forze ottomane a Konya e raggiunto Kütahya nell'Anatolia occidentale nel 1833. Tuttavia, Reşid ha affrontato una reazione dopo aver nominato Ibrahaim Pascià come esattore delle tasse per il distretto di Adana, oltre a farlo governatore di Damasco e Aleppo.

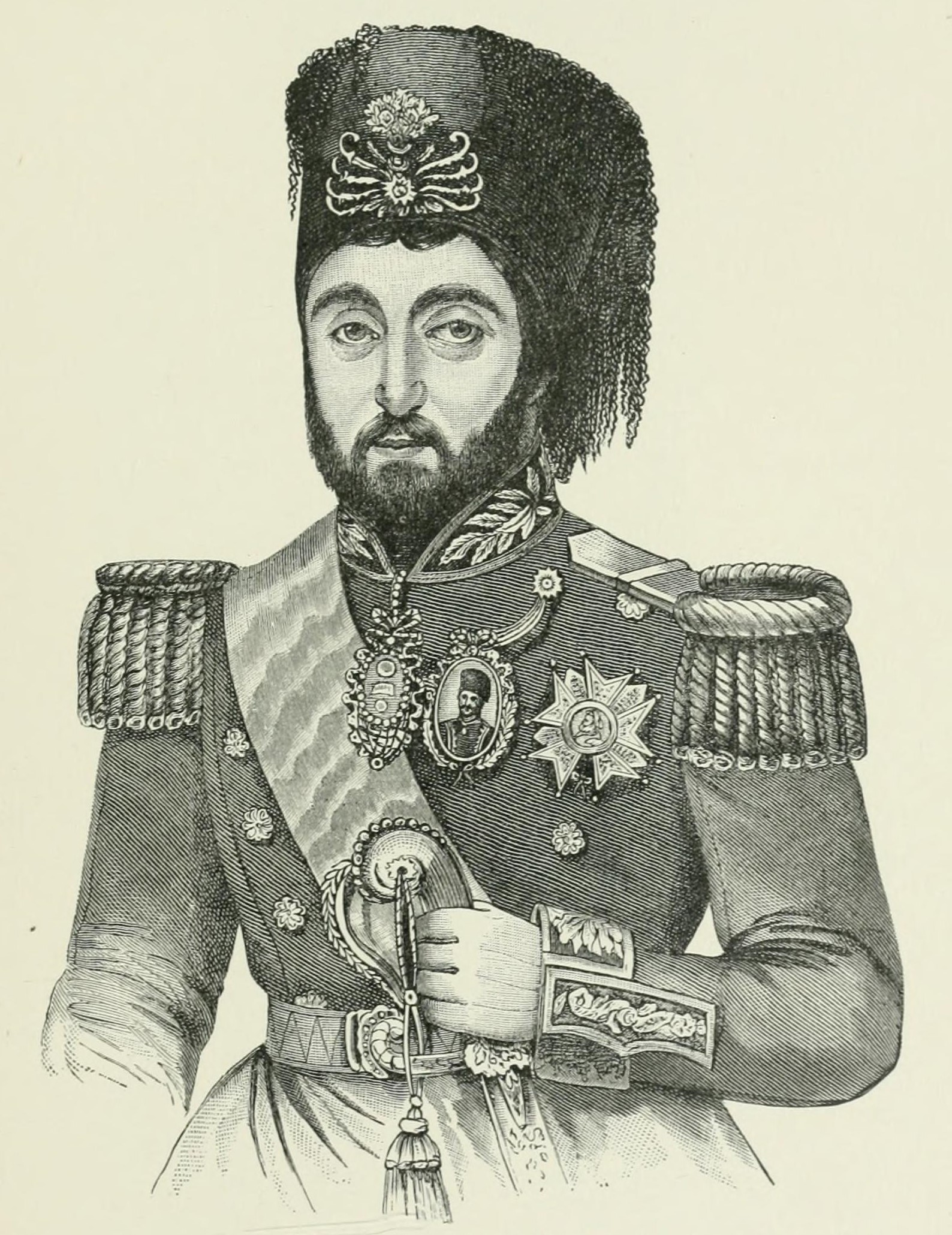
Mustafa Reşid Pascià in alta uniforme

### Ambasciatore a Parigi, 1834–1836
Mustafa Reşid fu inviato per la prima volta a Parigi nel 1834 con il compito di riconquistare l'Algeria dalla recente occupazione francese. Sebbene alla fine fallì, rimase a Parigi come ambasciatore permanente fino a quando non fu trasferito a Londra nel 1836.

### Ambasciatore a Londra, 1836–1838
Reşid si trasferì all'ambasciata ottomana a Londra dove creò forti legami con il governo britannico, in particolare con il diplomatico londinese Ponsonby con cui anche il suo mentore, Pertew Pascià, aveva forti legami. Tuttavia, il suo più grande successo durante il suo periodo come ambasciatore è stato ottenere il sostegno del governo britannico per il sultano contro Muhammad Ali in Egitto. Dopo essere stato nominato ministro degli Esteri nel 1838 e ricevuto il titolo di pascià, Reşid Pascià tornò di nuovo a Londra per formare un'alleanza difensiva contro Muhammad Ali e le sue forze egiziane. Sebbene i colloqui si siano concretizzati nel nulla, il 16 agosto Reşid Pascià riuscì a negoziare il Trattato di Balta Liman, che era un trattato commerciale tra l'Impero Ottomano e la Gran Bretagna. Il trattato consentiva le merci britanniche all'interno dei mercati ottomani e prometteva anche di porre fine ai monopoli di stato all'interno dell'Impero Ottomano.
Reşid fu iniziato in Massoneria in una loggia di Londra della Gran Loggia Unita d'Inghilterra.

### Crisi orientale del 1840
Quando Mehmet Ali si trasferì per occupare la Siria con il suo esercito egiziano guidato da suo figlio Ibrahim, allora Gran Visir d'Egitto, Hüsrev Pascià concesse non solo la Siria ma anche l'Egitto e Adana. Mustafa Reşid realizzò rapidamente gli errori nelle azioni di Hüsrev Pascià, che avrebbero portato alla distruzione dell'Impero Ottomano e all'inevitabile dominazione russa, e ottenne il sostegno degli inglesi grazie ai suoi forti legami con il suo precedente ambasciatore. I francesi, che sostenevano gli egiziani per il loro desiderio di acquisire maggiore influenza nella regione dopo la conquista dell'Algeria, si scontrarono con le altre grandi potenze: Inghilterra, Austria, Prussia e Russia, che sostenevano l'Impero Ottomano. Mustafa Reşid, ora ministro degli Esteri, ha svolto un ruolo chiave nella crisi. Durante la crisi, Mustafa Reşid rimase dalla parte delle Grandi Potenze e rifiutò costantemente un accordo diretto senza il coinvolgimento delle Grandi Potenze, con grande disappunto di Egitto e Francia.
Tuttavia, all'insaputa delle Grandi Potenze, Mustafa Reşid, con l'approvazione del Sultano, aveva redatto un accordo entro l'estate 1840 a causa della sua insofferenza per l'incapacità delle Grandi Potenze di raggiungere un accordo. Questo accordo segreto avrebbe concesso l'Egitto a Mehmet Ali come stato ereditario insieme alle province di Acri, Saida e Tripoli, una posizione che poteva essere trasmessa ai suoi figli e nipoti. La condizione era che nessuno di loro potesse accumulare altre province, e dopo la loro morte le province tornassero sotto il controllo ottomano. Tuttavia, questo piano non fu mai messo in atto a causa della Convenzione di Londra del 1840.
Dopo la crisi di Londra, Mustafa Reşid ricevette dall'ambasciata francese minacce che se l'avessero ratificata, la Francia avrebbe sostenuto attivamente il ribelle governatore egiziano. Reşid ignorò le minacce e la Sublime Porta continuò a firmare alla conferenza. Dopo il rifiuto di Mehmet Ali di firmare la Convenzione di Londra del 1840, tutti i diplomatici della Grande Potenze si incontrarono con Reşid Pascià per redigere la revoca di Ali Pascià con grande sgomento dei rispettivi paesi. Dopo un rapido intervento militare che ha portato alla sconfitta delle forze egiziane in Siria, il Commodoro Napier, leader delle forze alleate, ottenne una sua convenzione di pace con Mehmet Ali, che è stata accolta con grande rappresaglia da Mustafa Reşid e gli altri diplomatici. L'11 dicembre 1840, Mehmet Ali Pascià si sottomise finalmente al sultano e giurò fedeltà alla Sublime Porta.

### Ambasciatore a Parigi, 1841–1845
Dopo la conclusione della crisi orientale, Mehmet Ali Pascià riuscì a corrompere la Sublime Porta per rimuovere Mustafa Reşid Pascià dal suo incarico di ministro degli Esteri. Tornò quindi al suo incarico di ambasciatore a Parigi subito dopo, dove concentrò i suoi sforzi principalmente sulla risoluzione della questione Libanese,  una disputa tra il gruppo cristiano dei maroniti con sede fuori dal Libano e un gruppo estremista sciita dei drusi che provenivano da Siria e Libano.

### Guerra di Crimea

#### Escalation della crisi
All'inizio del 1853, Mustafa Reşid non aveva cariche politiche. Nel 1852-53, le tensioni aumentarono tra Russia e Francia sulla Terra Santa in Palestina. Il diplomatico russo Alexander Menshikov, che era stato inviato in missione speciale a Istanbul nel 1853 per ripristinare i privilegi all'interno dell'Impero Ottomano di cui la Russia aveva goduto per secoli, usando Reşid Pascià, che riteneva favorevole ai cristiani dato l'editto di Gülhane 1839, ma era attualmente fuori sede, per parlare con il Sultano. Tuttavia, Menshikov non si è reso conto che Reşid Pascià era rimasto legato con le suoe conoscenze britanniche, in particolare l'ambasciatore Stratford, e aveva convinzioni anti-russe. Dopo la presentazione delle richieste russe alla Sublime Porta il 5 maggio 1853 e il loro successivo rigetto il 10 maggio, Reşid, con l'aiuto dell'ambasciatore Stratford e di Menshikov, riconquistò la sua posizione di ministro degli Esteri. Reşid cercò immediatamente di bloccare il diplomatico russo per garantire il sostegno dei suoi colleghi ministri. Dopo altri cinque giorni di ritardo, il 15 maggio la Sublime Porta respinse di nuovo la proposta russa che portò all'evacuazione dell'ambasciata russa e alla fine della diplomazia russo-ottomana il 21 maggio. Durante questo periodo, Reşid si è incontrato più volte uno contro uno mentre scriveva sia a Menshikov che a Stratford. Negli scritti di Menshikov, ha descritto Reşid come quasi imbarazzato a parlare del rifiuto unanime della proposta russa e aveva anche dato ai russi una controproposta turca, su cui sembrava vergognarsi di presentarla poiché ha spiegato che non aveva la capacità di rivederla. Sempre secondo Menshikov, Reşid aveva chiaramente voluto rinnovare i negoziati, ma Lord Stratford lo aveva consigliato diversamente.

### Nota di Vienna
Alla fine di luglio 1853, i diplomatici delle quattro maggiori potenze, Francia, Gran Bretagna, Austria e Prussia si incontrarono a Vienna e crearono la loro soluzione alla crisi russo-turca utilizzando una precedente proposta francese che era già stata accettata dallo Zar. La Nota di Vienna, come venne chiamata, fu accettata dai governi di tutte e quattro le potenze neutrali e dalla Russia, ma fu accolta con rapida protesta nella Porta Sublime, guidata da Mustafa Reşid Pascià. Gli ottomani avevano già presentato il loro ultimatum, redatto da Reşid Pascià, all'ambasciatore russo Nesselrode, giunto alla Conferenza di Vienna un giorno dopo il completamento della loro proposta. Reşid Pascià era furioso perché i britannici li avevano raggirati ed ora stavano cercando di costringerli a concedere la loro sovranità. Avrebbe anche redatto diversi emendamenti alla Nota di Vienna dopo aver implorato il sostegno di Stratford che sottolineava la sovranità dell'Impero Ottomano contro le avances russe, e solo con questi cambiamenti lui e molti altri diplomatici ottomani accettarono la Nota di Vienna. La Russia, che stava aspettando l'accettazione ottomana della Nota di Vienna, rifiutò le modifiche ottomane e la pace sembrava impossibile.

### Dichiarazione di Guerra
Il 26 settembre, a seguito dell'avanzata russa nei Balcani, la Sublime Porta tenne una consiglio di due giorni per determinare una soluzione al problema russo, che si trattasse di guerra o diplomazia. Mentre molti dei funzionari erano favorevoli alla guerra, Reşid Pascià li ammonì. Avvertì che lo stato non era preparato militarmente a combattere la Russia in una guerra. Tuttavia, aggiunse anche che sarebbe stata una decisione della Porta, anche se le potenze europee avevano consigliato loro di astenersi dal fare la guerra. Sottolineò che le potenze europee non erano contro la guerra, ma avrebbero dovuto essere convinti per mantenere le loro forze a sostegno dell'impresa ottomana. Alla domanda sui sudditi cristiani e sulla loro lealtà, Reşid rispose che i cristiani, come i musulmani, avevano differenze interne e non si sarebbero sostenuti l'un l'altro unicamente per via della loro religione. Anche se originariamente sembrava essere stato contro la guerra e a favore della diplomazia, alla fine degli incontri si dice che Reşid abbia detto: "È meglio morire con le braccia in mano che morire con le mani legate. A Dio piacendo, saremo vittoriosi e distruggeremo anche i trattati dannosi ". Stratford aveva persino avvertito Reşid Pascià che l'Inghilterra e la Francia non avrebbero sostenuto gli ottomani se avessero iniziato la guerra. Tuttavia, sembra che gli argomenti di Reşid abbiano convinto gli altri funzionari, e alla fine della conferenza, Reşid abbia redatto una risoluzione per la guerra che è stata inviata e accettata dal Sultano il 30 settembre e il 4 ottobre l'Impero Ottomano dichiarò ufficialmente guerra alla Russia. Secondo Certev Pascià, Reşid Pascià ha scritto questo sullo scopo della guerra di Crimea, "L'obiettivo unico della Sublime Porta, lo scopo salutare che ha, è arrivare alla fine della guerra completamente protetti da qualsiasi ansia esterna, in al fine di occuparsi unicamente dei regolamenti interni per assicurare il benessere dell'impero attraverso il perfezionamento del sistema progressivo di amministrazione, il giusto miglioramento delle condizioni di tutte le classi dei sudditi, e lo sviluppo del suo commercio e industria senza alcun impedimento; e poiché abbiamo ovviamente appena visto che il trattato dell'anno 1841 non è sufficiente a darle sicurezza nel quartiere straniero, la Sublime Porta ritiene suo dovere sottomettersi, fin d'ora, ai suoi alleati, la necessità di fare un altro trattato che serva da complemento a quello ".

### Durante la Guerra
Reşid Pascià si adoperò subito nell'ottenere il sostegno europeo. L'8 ottobre 1853, solo quattro giorni dopo la dichiarazione di guerra, fece una petizione agli ambasciatori britannico e francese per il loro sostegno sotto forma di navi da guerra nello stretto dei Dardanelli. Il 20 ottobre le richieste furono soddisfatte ed entrambe le flotte stavano navigando verso lo stretto. Due giorni prima, il 18 ottobre, Reşid Pascià aveva inviato l'ordine alle forze ottomane di iniziare i combattimenti, iniziati il 23 ottobre. A dicembre, in seguito a una sconfitta navale ottomana nella baia di Sinope e alle voci sui negoziati di pace di Reşid Pascià, gli studenti manifestarono per le strade di Istanbul costringendo Reşid e molti dei suoi seguaci a nascondersi per salvarsi la vita. Reşid presentò immediatamente le sue dimissioni che non furono accettate. La rivalità di Reşid Pascià con uno dei suoi precedenti protetti, Mehmed Emin Ali, si è concretizzata anche in questo momento. Si ritiene che Mehmed Ali, favorevole alla guerra, abbia aiutato a istigare gli studenti. Reşid, con l'aiuto di Lord Stratford, aveva deposto Mehmed e lo aveva persino esiliato a Kastamonu dopo che si scoprì che aveva detenuto ingenti somme di denaro dal governo ottomano. Nella primavera del 1854, Reşid usò la sua posizione di ministro degli Esteri per coordinare i movimenti navali ottomani con Francia e Gran Bretagna. Riuscì anche a trascinare ufficialmente sia la Gran Bretagna che la Francia nella guerra con un'alleanza militare nel marzo 1854. Nel novembre di quell'anno fu premiato con la nomina a Gran Visir. Tuttavia, nel maggio 1855, solo pochi mesi dopo fu rimosso dall'incarico, lasciandolo fuori dal resto della guerra e dai successivi colloqui di pace.

## Affari interni

### Editto di Gülhane
Mustafa Reşid Pascià ha svolto un ruolo di primo piano nella stesura del decreto che diede inizio all'era Tanzimat. Lo Hatt-ı Şerif di Gülhane, noto come "Editto di Gülhane" o "Editto del Giardino delle Rose", è stato letto nel roseto del Palazzo Topkapi tra diplomatici stranieri e il sultano Abdulmecid. L'editto era il risultato della combinazione di diverse circostanze potenti. In primo luogo, dopo la morte del sultano Mahmud II nel 1838, suo figlio Abdulmecid salì al trono con ideali completamente diversi da suo padre; A differenza di suo padre, che si concentrava sulla creazione di un trono più forte e potente, Abdulmecid voleva attuare riforme liberali per portare l'Impero ottomano sulla falsariga di altre monarchie europee. In secondo luogo, fino a questo punto Mustafa Reşid Pascià conosceva bene l'Islam ortodosso grazie al suo apostolato presso Pertev Pascià. Terzo, Reşid Pascià e molti degli altri funzionari della Porta conoscevano il pensiero e le istituzioni politiche europee grazie ai loro estesi legami con ambasciatori ed ex ambasciatori. Infatti, l'11 agosto 1839, mentre era ancora a Londra in servizio come ambasciatore, Mustafa Reşid Pascià inviò un memorandum riservato all'allora ambasciatore britannico Lord Palmerston con il quale aveva uno stretto rapporto. Il memorandum non era un documento ufficiale ottomano, ma erano solo le opinioni personali di Reşid Pascià. Disse a Lord Palmerston che la riforma all'interno della Sublime Porta ottomana era assolutamente necessaria e finalmente fattibile dopo la morte di Mahmud II e l'ascesa del giovane Abdulmecid, ma che avrebbe dovuto essere guidato nella giusta direzione. Reşid Pascià scrisse anche che la protezione e la sicurezza degli approvatori delle riforme se dovevano accettare le nuove riforme che voleva istituire, poiché i loro precedenti rifiuti erano basati sul timore di ulteriori procedimenti penali dalla parte corrotta della Sublime Porta. Inoltre, affermava che il sostegno e la cooperazione con gli stati europei erano obbligatori ed essenziali per la conservazione dello Stato ottomano.
Tutti questi pensieri sarebbero apparsi in seguito nel Editto del Giardino delle Rose solo pochi mesi dopo. Il suo obiettivo principale era garantire il potere del sultanato e allo stesso tempo stabilire una forte burocrazia centrale all'interno della Sublime Porta per impedire la disintegrazione dell'Impero Ottomano.
Durante questo periodo, Reşid Pascià conferì con il diplomatico austriaco il Principe di Metternich sulla riforma istituzionale del governo, e dovette fronteggiare la crisi in corso con Mehmet Ali d'Egitto. L'Impero Ottomano in questo momento stava anche cercando di garantirsi il sostegno delle Grandi Potenze. Lo Hatt-ı Şerif di Gülhane, sperava Reşid, avrebbe ottenuto il sostegno straniero e soprattutto britannico per l'Impero Ottomano grazie al suo migliore trattamento dei suoi sudditi, in particolare la raya cristiana. Alla fine dell'estate del 1839, la Sublime Porta tenne una riunione alla quale parteciparono Reşid Pascià, il Gran Visir Koca Mehmed Hüsrev Pascià e altri importanti burocrati. Durante l'incontro, dopo aver letto un memorandum del Sultano, i funzionari hanno creato una petizione da proporre al Sultano in cui chiedeva la protezione dei diritti individuali e della proprietà e la fine della corruzione all'interno del governo, contemporaneamente tutte le nuove leggi dovevano rimanere sotto i principi della sharia. Questa petizione divenne lo Hatt-ı Şerif di Gülhane, o "Editto di Gülhane".

### Riforme
Mustafa Reşid Pascià è considerato il padre delle riforme di Tanzimat, che durarono dal 1839 con la lettura dell'Editto del Giardino delle Rose, al 1876 e alla creazione della costituzione. Durante questo periodo, Reşid Pascià ricoprì per sei volte l'incarico di Gran Visir e diverse volte quello di Ministro degli Esteri. Reşid pensava che l'esistenza ottomana fosse basata su quattro pilastri: l'Islam, la dinastia Osman, lo hüküment ossia il governo ottomano e l'esistenza della capitale, Istanbul. Scrisse: "Non possediamo il potere [militare] necessario per mantenere l'integrità territoriale del nostro stato. Di conseguenza, è la nostra posizione [geografica] che ci aiuterà a preservare [quell'integrità]. [Per farlo] dobbiamo costruire una buona amministrazione. Gli stati stranieri non ci lasceranno in pace. Tutti gli stati aspirano a possedere Costantinopoli ma la città è indivisibile. Se non saremo in grado di produrre una buona amministrazione [anche le potenze straniere] stabiliranno un'amministrazione congiunta [a Costantinopoli ]".
Immediatamente dopo la lettura dell'Hatti-Sherif di Gülhane, Reşid Pascià presentò al sultano due proposizioni riguardanti il Meclis-i Vâlâ (Consiglio supremo delle ordinanze giudiziarie, divenuto legge l'8 dicembre 1839). In primo luogo, voleva riunuire in un'unica entità il Dar-z Şura-yz Bab-z Âli, che consigliava l'Ufficio del ministro degli Esteri, con il Meclis-i Vâlâ, in modo che ci fosse solo un'istituzione che consigliasse la Sublime Porta eliminando le frequenti contraddizioni.  Anche il Meclis-i Vâlâ avrebbe avuto sede nel complesso della Sublime Porte, indicando la maggiore influenza che i riformatori di Tanzimat avrebbero avuto sulla stesura della nuova legislatura. Sempre nel 1841, Reşid Pascià ribattezzò il nuovo esercito, che aveva sostituito i giannizzeri dopo la loro abolizione nel 1826, lo Asakir-i Nizamiye-i Şihane. Reşid Pascià creò anche una nuova corte di giustizia all'interno del ministero del Commercio, anch'esso di recente istituzione, che sperava avrebbe promosso il commercio estero con l'Impero Ottomano. Il nuovo tribunale giudicherà sulle controversie commerciali. Allo stesso tempo ho creato un nuovo codice commerciale per normare i fallimenti, le società di persone e le cambiali basati principalmente su modelli francesi. Interrogato dagli ulema, Reşid ha risposto che l'Islam non aveva alcuna pertinenza con questi codici, il che ha portato alla sua immediata rimozione dall'incarico di ministro degli esteri.
A partire dal 1846, durante i primi due mandati di Reşid Pascià come Gran Visir, le riforme di Tanzimat erano al loro apice. Si concentrò sulla creazione di politiche economiche liberali, istituì tribunali commerciali e leggi basate su modelli francesi, così come infine abolì la schiavitù e la tratta degli schiavi all'interno dell'Impero. Reşid si adoperò per migliorare il sistema educativo. Nel 1846 creò il Meclis-i Maarif, un comitato educativo che era stato progettato per ridurre l'influenza degli ulema sull'istruzione, creando essenzialmente un sistema di apprendimento secolare. Nel 1847, la Sublime Porta istituì diverse scuole medie e una scuola per insegnanti nel 1848. Nel 1852 fondò l'Accademia delle scienze, Endjümen-i Daniş, che era stata modellata su l'Accademia di Francia. Attraverso questa istituzione, Reşid Pascià sperava di conglomerare un'estensione di testi che avrebbero potuto essere utilizzati in seguito, quando si sarebbe creata un'università ottomana. Ha anche cercato la semplificazione della lingua turca, visibile nei suoi scritti sull'Accademia delle scienze, in cui afferma: "... si insiste [con la presente] sulla redazione di libri scientifici e tecnologici scritti in uno stile semplice e adattato alle esigenze dell'intelligenza popolare in modo da fornire i mezzi per ampliare e completare la sua istruzione." Nel 1846, Reşid ordinò l'istituzione di un sistema di archiviazione nella Sublime Porta, chiamato Hazine-yi Ewraḳ.
Durante il suo terzo mandato come Gran Visir, durato solo sei mesi, ha riformato nuovamente il Meclis-I Vâlâ privandoli del potere legislativo. Creò il Meclis-i Tanzimat, o il Consiglio delle riforme, per assumersi questa responsabilità. Fu ufficialmente incaricato di discutere le riforme che avrebbero portato alla prosperità dello stato.

### Critica del Islahat Firmani
L'Islahat Firmani, noto anche come Islâhat Hatt-ı Hümâyûnu o Editto della riforma ottomana del 1856, fu scritto nel 1856 dalla Gran Bretagna e dalla Francia con pochissime consultazioni con i funzionari ottomani. Reşid Pascià, all'epoca non in carica, quindi non aveva alcuna influenza sull'editto. Tuttavia, dalla sua proclamazione, si è subito schierato fermamente contro l'editto. Credeva che fosse una totale invasione della sovranità ed i principi del governo ottomano da parte dei governi stranieri.

### Gran Visierato
Con solo un'interruzione di quattro mesi nel 1848, Mustafa Reşid Pascià prestò servizio come Gran Visir dal 1846 al 1852. Questi anni si dimostrarono i suoi più produttivi nello stabilire le sue riforme Tanzimat. Sarebbe esposto alla pressione straniera, specialmente francese, nel gennaio 1852 a causa della sua forte inclinazione verso la Gran Bretagna.
Solo due mesi dopo fu ri nominato come Gran Visir ma solo per essere rimosso ancora una volta in agosto, a causa di una divergenza tra lui e il comandante dell'Arsenale Imperiale.
Durante la guerra di Crimea, dopo aver negoziato con successo un'alleanza con Gran Bretagna e Francia, fu ri nominato come Gran Visir nel novembre 1854. Durante questo breve periodo come Gran Visir, riformò di nuovo il He,  venne rimosso di nuovo meno di un anno dopo, a causa del suo posizione contro il Canale di Suez irritando i francesi che fecero pressioni sul sultano per licenziare Reşid Pascià. Questo licenziamento ha portato alla sua esclusione dai colloqui sul trattato dopo la guerra di Crimea.
Nel novembre 1856 grazie al sostegno britannico, Reşid Pascià tornò di nuovo al Gran Visirato per la quinta volta. Per la terza volta fu rimosso per mano dei francesi che non erano d'accordo con la sua posizione contro la formazione di uno stato dei Principati Rumeni verso la fine di luglio 1857.
Non passò molto tempo prima che Mustafa Reşid Pascià fosse nominato Gran Visir per la sesta e ultima volta il 22 ottobre 1857. Questa nomina durò solo pochi mesi, quando subì un attacco cardiaco e morì il 7 gennaio 1858 a Costantinopoli.

## Vita personale
Mustafa Reşid Pascià si è sposato due volte durante la sua vita e ha avuto un totale di cinque figli, uno con la prima moglie e quattro con la seconda.

## Eredità
Sebbene molte delle riforme introdotte sotto Reşid e il Tanzimat non riuscirono a prendere piede, la sua influenza fu diffusa. Il famoso poeta ottomano İbrahim Şinasi (un altro autore principale di Tanzimat) definì Reşid un "apostolo della civiltà" e "presidente di persone virtuose" (Millennium 65). Dopo la morte di Reşid Pascià, i suoi protetti Fuad Pascià e Mehmed Emin Ali Pascià, così come Cevdet Pascià, hanno continuato il loro servizio allo stato insieme ai numerosi figli di Reşid. Mehmed Ali e Fuad guidarono le riforme di Tanzimat dopo la morte del loro leader. Reşid Pascià guidò il rafforzamento della burocrazia della Porta mentre avviava anche l'uguaglianza giuridica dei sudditi dell'Impero. Tuttavia, i fondi poveri così come i leader inefficienti hanno ostacolato molte delle sue rate. Tuttavia, la sua ideologia è stata sempre persistente anche se nella transizione ottomana da un governo patriarcale a uno legale.